# Белое (Мамлютский район)
Белое (каз. Белое) — село в Мамлютском районе Северо-Казахстанской области Казахстана. Административный центр Беловского сельского округа. Код КАТО — 595233100.

## История
Населенный пункт основан переселенцами из центра России не позднее 1789 года при озере Белом, на тракте из города Курган в город Петропавловск, в границах Ишимского округа Тобольской губернии. Жители занимались извозом и земледелием: сеяли рожь, овес.
С 1850 года — село. По сведениям начала 1890-х годов — в составе Петуховской волости Ишимского округа, к началу 1910-х годов была образована Беловская волость.
Беловское являлось одним из немногих селений Ишимского округа, в значительной мере населенное татарами из Поволжья.
Многие жители села занимались пимокатным промыслом. Бо́льшая часть пимокатов уходила для промыслов в Акмолинскую область и работала там, переходя с места на место, меньшая часть работала на своем материале, сбывая товар скупщикам. Одним из наиболее распространенных промыслов была также выделка дровней.
На начало 1910-х годов в селе имелись хлебозапасный магазин, винная лавка, 4 торговых лавки, 80 ветряных мельниц, 3 маслодельни, 3 кузницы, пожарный сарай, земская станция, проводились 2 торжка.
С 1919 года — в границах Омской губернии. 2 марта 1922 года Беловская волость передана в Петропавловский уезд Акмолинской губернии Киргизской АССР.
В 1924 году был образован Беловский сельский совет. В это же время возникла коммуна «Долой рабство». К концу 1930-х годов на основе коммуны образовался колхоз «Зерновая фабрика».
С 5 декабря 1936 года — в границах Казахской ССР (с 1991 года — Республика Казахстан).
В 1961 году образовался совхоз «Беловский». В селе было построено много объектов: школа, детский сад, клуб, больница. Позже на базе совхоза образовался спецхоз «Мамлютское райспецхозобъединение», который занимался в основном выращиванием крупного рогатого скота и кормовых культур. На базе спецхоза в 1998 году образовались три крестьянских хозяйства.

## География
Находится в 15-ти километрах от районного центра. Расположено около озера Белое. В 4 км к северу находится озеро Каменное.

## Население
В 1999 году население села составляло 962 человека (499 мужчин и 463 женщины). По данным переписи 2009 года, в селе проживало 718 человек (369 мужчин и 349 женщин).